# 장양수 홍패
장양수 홍패(張良守 紅牌)는 고려 희종 원년(1205)에 진사시에 급제한 장양수에게 내린 교지이다. 크기는 가로 93.5cm, 세로 45.2cm로 황색 마지 두루마리에 쓰여져 있다. 1975년 10월 13일 대한민국의 국보 제181호로 지정되었다.

## 개요
고려 희종 원년(1205)에 진사시 병과에 급제한 장양수에게 내린 패지로써, 현존하는 한국 행정문서 중 가장 오래된 것이다. 내용은 장양수가 응시한 병과에 급제했다는 사실을 확인한 시험관 5명 왕규·임유(任濡)·최충헌·기홍수(奇洪壽)·최선(崔詵) 등의 관직과 성이 당시 주조를 이루던 중국의 소동파서체로 기록된 과거시험합격증서(규격 88cm 44cm)이다. 장양수는 고려 정종 때 삭방도 안렴사를 지낸 울진 장씨의 시조 장말익의 8세 손으로 추밀원부사, 전리판서(典理判書), 상호군위(上護軍位) 등의 벼슬을 지냈으며 나라에 많은 공적을 남겼다. 월계서원은 매계(梅溪) 장말익(張末翼)과 판서(判書) 장양수(張良守), 양현(兩賢)을 배향(配享)하고 있으며 매년 가을에 향내 사림(士林)이 제향하고 있다.

## 같이 보기
- 장양수
- 월계서원

## 참고 자료
- 장양수 홍패 - 국가유산청 국가유산포털